# Ałbena Krystewa
Ałbena Krystewa (bułg. Албена Кръстева) – bułgarska brydżystka, World Master (WBF).

## Wyniki brydżowe

### Olimpiady
| Olimpiady brydżowe. Zawody teamów | Olimpiady brydżowe. Zawody teamów | Olimpiady brydżowe. Zawody teamów | Olimpiady brydżowe. Zawody teamów | Olimpiady brydżowe. Zawody teamów | Olimpiady brydżowe. Zawody teamów |
| Rok                               | Miejsce                           | Zawody                            | Kategoria                         | Drużyna                           | Pozycja                           |
| --------------------------------- | --------------------------------- | --------------------------------- | --------------------------------- | --------------------------------- | --------------------------------- |
| 1988                              | Wenecja                           | 8. Olimpiada Teamów               | Kobiety                           | Bulgaria                          | 3                                 |

### Zawody europejskie
| Zawody europejskie. Konkurencja par | Zawody europejskie. Konkurencja par | Zawody europejskie. Konkurencja par | Zawody europejskie. Konkurencja par | Zawody europejskie. Konkurencja par | Zawody europejskie. Konkurencja par |
| Rok                                 | Miejsce                             | Zawody                              | Kategoria                           | Partner                             | Pozycja                             |
| ----------------------------------- | ----------------------------------- | ----------------------------------- | ----------------------------------- | ----------------------------------- | ----------------------------------- |
| 2002                                | Ostenda                             | 7. Mistrzostwa Europy Mikstów       | Mikst                               | Pierre Schemeil                     | 42                                  |
| 1990                                | Bordeaux                            | 1. Mistrzostwa Europy Mikstów       | Mikst                               | Daniel Renouleau                    | 400                                 |